# Dolní Nivy
Dolní Nivy är en ort i Tjeckien.   Den ligger i regionen Karlovy Vary, i den västra delen av landet, 130 km väster om huvudstaden Prag. Dolní Nivy ligger 550 meter över havet och antalet invånare är 277.
Terrängen runt Dolní Nivy är platt österut, men västerut är den kuperad. Runt Dolní Nivy är det ganska tätbefolkat, med 134 invånare per kvadratkilometer. Närmaste större samhälle är Karlovy Vary, 16,7 km öster om Dolní Nivy. Runt Dolní Nivy är det i huvudsak tätbebyggt.